# Rász el-Haima-i Emírség
Rász el-Haima egyike az Egyesült Arab Emírségek hét tagállamának, azaz a föderációt alkotó emirátusnak.

## Politika
Rász el-Haima államformája - mint az Egyesült Arab Emírségek tagállama - abszolút monarchia. Államfője az emír, jelenleg Szaúd bin Szakr el-Kaszími sejk Őfensége.

### Államfők 1708 óta
1708–1731: Rahma Al Qasimi
1731–1749: Matar bin Butti Al Qasimi
1749–1777: Rashid bin Matar Al Qasimi
1777–1803: Saqr bin Rashid Al Qasimi
1803–1808: Sultan Bin Saqr Al Qasimi (először)
1808–1814: Hasan bin `Ali Al Anezi
1814–1820: Hasan bin Rahma
1820–1866: Sultan Bin Saqr Al Qasimi (másodszor)
1866-1867 május: Ibrahim bin Sultan Al Qasimi
1867 május - 1868. április 14. : Khalid bin Sultan Al Qasimi
1868–1869: Salim bin Sultan Al Qasimi
1869-1900: Humayd bin Abdullah Al Qasimi
1900. szeptember – 1909: nem volt
1909 – 1919. augusztus: Salim bin Sultan Al Qasimi
1919. augusztus – 1948. július 17: Sultan bin Salim Al Qasimi
1948. július 17 – 2010. október 27: Saqr bin Mohammad al-Qassimi
2010. október 27 – hivatalban: Saud bin Saqr al Qasimi

## Demográfiai adatok
Az emírség lakossága 2008-ban: 263 217
Az ötödik legnépesebb állam az Egyesült Arab Emírségekben, terület alapján pedig a 4.